# Ferrovia Fürstenwalde-Wriezen
La ferrovia Fürstenwalde-Wriezen, detta anche Oderbruchbahn (letteralmente: "ferrovia dell'Oderbruch") era una linea ferroviaria locale, che dal 1911 al 1969 collegava le città di Fürstenwalde e Wriezen, in Germania, attraversando molti piccoli centri rurali.

## Storia
| Tratta                  | Inaugurazione    |
| ----------------------- | ---------------- |
| Fürstenwalde-Hasenfelde | 3 giugno 1911    |
| Hasenfelde-Dolgelin     | 3 dicembre 1911  |
| Golzow-Wriezen          | 23 dicembre 1911 |
| Dolgelin-Golzow         | 9 febbraio 1912  |
| Friedrichsaue-Genschmar | 8 ottobre 1912   |

## Caratteristiche

### Percorso
|  | Unknown route-map component "STR+l" | Unknown route-map component "CONTfq" |  |  |

|  | Station on track | Head station |  |  |

| Unknown route-map component "CONTgq" | Unknown route-map component "KRZu" | Unknown route-map component "xABZgr" |  |  |

| Unknown route-map component "CONTgq" | One way rightward | Unknown route-map component "exSTR" |  |  |

| Unknown route-map component "exHST" |

| Unknown route-map component "exBHF" |

| Unknown route-map component "exBHF" |

| Unknown route-map component "exBHF" |

|  |  | Unknown route-map component "exABZgl+l" | Unknown route-map component "exCONTfq" |  |

| Unknown route-map component "exBHF" |

| Unknown route-map component "exHST" |

| Unknown route-map component "exBHF" |

| Unknown route-map component "exHST" |

| Unknown route-map component "exBHF" |

| Unknown route-map component "exHST" |

| Unknown route-map component "exBHF" |

| Unknown route-map component "exBHF" |

| Unknown route-map component "exHST" |

|  |  | Unknown route-map component "exSTR" | Unknown route-map component "STR+l" | Unknown route-map component "CONTfq" |

|  |  | Unknown route-map component "exBHF" | Station on track |  |

|  |  | Unknown route-map component "exABZgl" | Unknown route-map component "eABZg+r" |  |

|  | Unknown route-map component "CONTgq" | Unknown route-map component "xKRZu" | One way rightward |  |

| Unknown route-map component "exBHF" |

| Unknown route-map component "exBHF" |

| Unknown route-map component "exHST" |

| Unknown route-map component "exBHF" |

|  | Unknown route-map component "exCONTgq" | Unknown route-map component "exABZgr" |  |  |

|  | Unknown route-map component "CONTgq" | Unknown route-map component "xKRZo" | Unknown route-map component "CONTfq" |  |

| Unknown route-map component "exBHF" |

|  | Unknown route-map component "exCONTgq" | Unknown route-map component "exABZg+r" |  |  |

| Unknown route-map component "exBHF" |

| Unknown route-map component "exBHF" |

| Unknown route-map component "exBHF" |

|  |  | Unknown route-map component "exABZgl" | Unknown route-map component "exLSTRq" |  |

| Unknown route-map component "exBHF" |

| Unknown route-map component "exBHF" |

|  | Unknown route-map component "exLSTRq" | Unknown route-map component "exABZgr" |  |  |

| Unknown route-map component "exBHF" |

| Unknown route-map component "exBHF" |

|  | Unknown route-map component "exLSTRq" | Unknown route-map component "exABZgr" |  |  |

| Unknown route-map component "exBHF" |

| Unknown route-map component "exBHF" |

| Unknown route-map component "exBHF" |

| Unknown route-map component "exBHF" |

| Unknown route-map component "exHST" |

| Unknown route-map component "exBHF" |

| Unknown route-map component "exBHF" |

| Unknown route-map component "exHST" |

|  |  | Unknown route-map component "exSTR" | Unknown route-map component "STR+l" | Unknown route-map component "CONTfq" |

|  |  | Unknown route-map component "exABZgl" | Unknown route-map component "eABZg+r" |  |

|  |  | Unknown route-map component "exBHF" | Straight track |  |

|  |  | Unknown route-map component "exSTR" | Unknown route-map component "eABZg+l" | Unknown route-map component "exCONTfq" |

|  |  | Unknown route-map component "exKBHFe" | Station on track |  |

|  |  | Unknown route-map component "exCONTgq" | Unknown route-map component "eABZgr" |  |

|  |  | Unknown route-map component "CONTgq" | One way rightward |  |

|  |  | Unknown route-map component "exSTR+l" | Unknown route-map component "exCONTfq" |  |

| Unknown route-map component "exBHF" |

|  | Unknown route-map component "exCONTgq" | Unknown route-map component "exABZgr" |  |  |

| Unknown route-map component "exHST" |

| Unknown route-map component "exKBHFe" |